# Đorđe Pavlić
Đorđe Pavlić (Drenovac, 28 agosto 1938 – Novi Sad, 9 maggio 2015) è stato un calciatore jugoslavo, serbo dal 2006, di ruolo attaccante.

## Palmarès

### Club
- Campionato jugoslavo: 1

Vojvodina: 1966